# Exodus (álbum de The New Power Generation)
Exodus es un álbum de estudio de Prince con The New Power Generation, publicado el 1 de enero de 1995.

## Lista de canciones
1. "NPG Operator Intro" – 0:35
2. "Get Wild" – 4:32
3. "segue" – 0:38
4. "DJ Gets Jumped" – 0:22
5. "New Power Soul" – 4:10
6. "DJ Seduces Sonny" – 0:38
7. "Segue" – 0:43
8. "Count the Days" – 3:24
9. "The Good Life" – 5:48
10. "Cherry, Cherry" – 4:45
11. "Segue" – 0:18
12. "Return of the Bump Squad" – 7:20
13. "Mashed Potato Girl Intro" – 0:21
14. "Segue" – 3:00
15. "Big Fun" – 7:26
16. "New Power Day" – 3:49
17. "Segue" – 0:14
18. "Hallucination Rain" – 5:49
19. "NPG Bum Rush the Ship" – 1:40
20. "The Exodus Has Begun" – 10:06
21. "Outro" – 0:37